# Wirecard
Wirecard AG je insolventní společnost poskytující celosvětové finanční služby a technologie se sídlem v Německu. Společnost poskytuje služby zpracovávání plateb, vydávání karet a rizikový management více než 7000 společnostem po celém světě. Její služba internetových plateb Wirecard konkuruje PayPal a Western Union. Wirecard Bank AG je provozována na základě německé bankovní koncese a je hlavním členem VISA, MasterCard a JCB. Wirecard AG je zapsána na frankfurtské burze cenných papírů.
Renomovaná auditní firma Ernst & Young několik let kryla problémy firmy. V červnu 2020 se společnost dostala do vážných problémů poté, co musela přiznat manko 1,9 miliardy euro. To vedlo k rezignaci a zatčení dlouholetého ředitele firmy Markuse Brauna a dramatickému poklesu ceny akcií.

## Žaloba na Ernst & Young
Auditorská firma EY čelí žalobě insolvenčního správce společnosti Wirecard, který požaduje po EY odškodné ve výši 1,5 miliardy eur v souvislosti s kolapsem této firmy, která vyhlásila insolvenci v červnu 2020. EY byla řadu let auditorem Wirecard a potvrzovala její účetní výkazy. Přitom Wirecard chybí asi 1,9 miliardy eur, které vykazovala v účetnictví auditovaném EY. Ale požadavky na odškodné EY odmítá s tím, že kolaps Wirecard byl důsledkem sofistikovaného podvodu s globálním dosahem.

## Špionáž pro ruské tajné služby
Podle rakouského policejního zatykače na Egista Otta využíval manažer firmy Jan Marsalek zkompromitované pracovníky zpravodajských služeb ve Vídni ke špehování evropských občanů a k plánování vloupání a atentátů elitními ruskými údernými jednotkami. Podle britské rozvědky Marsalek měl získat kryptografický přístroj velení NATO a pašovat do Moskvy ukradené telefony vysokých rakouských státních úředníků. Deník Financial Times uvedl, že společnost Wirecard mohla být léta využívána jako stínová síť k placení a usnadňování ruských tajných operací mimo dosah bezpečnostních služeb NATO.
Podle zatykače Marsalek pověřil Otta a vysokého rakouského bezpečnostního úředníka Martina Weisse, aby po dobu nejméně pěti let umožnovali práci ruské vojenské rozvědky GRU a kontrarozvědky (FSB) na evropské půdě.

## Finanční informace
Wirecard AG vykázala konsolidované celoroční příjmy ve výši 81,94 milionů EUR za účetní rok 2006. Srovnávací údaj za předchozí rok je ve výši 55,5 milionů EUR, což odpovídá růstu přibližně 47 %. Provozní příjmy před úročením a zdaněním (EBIT) vzrostly v roce 2006 o cca 90 % na částku 18,56 milionů, z částky 9,8 milionů EUR v účetním roce 2005 (Annual Report 2006).
Wirecard AG je od 18. září 2006 evidovaná v indexu TecDAX Deutsche Börse a nyní se řadí mezi 30 největších německých technologických společností pod DAX. 31. prosince 2006 dosáhla společnost Wirecard v hodnocení TecDAX Deutsche Börse AG 15. místa co se týče kapitalizace trhu a 18. místa co se týče obratu. Rozdělené a základní příjmy na akcii dosáhly ve finančním roce 2006 částky 0,20 EUR, ve srovnání s částkou 0,13 EUR za finanční rok 2005.

## Výrobky a služby
V listopadu 2006 společnost Wirecard začala poskytovat službu zprostředkující úhrady po internetu nazvanou „Wirecard“. Na základě on-line registrace si zákazník otevře účet u Wirecard Bank AG, s nímž může být spojena hotovost, karty, bezhotovostní platby, převody a různé místní programy úhrad. Služby zahrnují bezplatnou virtuální předplacenou kartu MasterCard pro spotřebitele, kterou je možno používat pro úhradu na milionech umístění MasterCard po celém světě[zdroj?]. Vedle standardních produktů MasterCard systém Wirecard rovněž umožňuje mezinárodním uživatelům posílat si vzájemně peníze v reálném čase. Volitelná skutečná karta MasterCard umožňuje uživatelům platit na 24,7 milionech kamenných místech[kde?], které přijímají karty MasterCard, a vybírat hotovost z téměř 1 milionu bankomatů po celém světě.
Platforma společnosti Wirecard AG pro zpracovávání elektronických plateb a rizikový management podporuje více než 85 domácích a mezinárodních programů plateb a ochrany před podvody. Wirecard AG je členem ADP CardClear a IATA.
Produkt společnosti Wirecard pro platby dodavatelům a úhrady provizí (ÚDP) umožňuje automatické celosvětové platby dodavatelům a obchodním zástupcům. Služba je založena na automatickém vydávání „virtuálních“ kreditních karet společností Wirecard Bank AG. Úhrady dodavatelům nebo výplaty provizí, které mají být převáděny mezinárodně (např. úhrady provizí za zprostředkování poskytované hotely nebo cestovními agenturami), mohou být zpracovávány a hrazeny pomocí elektronického odbavení čísel „virtuálních“ kreditních karet pro jednotlivé nebo omezené použití.
Wirecard Bank AG poskytuje služby zajišťování karet VISA, MasterCard a JCB pro společnosti, které jsou jejími zákazníky. Pro soukromé osoby i společnosti jsou vydávány různé typy kreditních a debetních karet.

## Status banky
Od 1. ledna 2006 je Wirecard Bank AG součástí skupiny Wirecard. Banka Wirecard má plnou bankovní koncesi a je základním členem VISA, MasterCard a JCB. Bankovní vklady jsou zajištěny Fondem pro ochranu vkladů Asociace německých bank (Einlagensicherungsfonds deutscher Banken e.V).
V poslední době banka Wirecard otevřela svou virtuální pobočku v 3-D virtuálním světě Second Life.